# Старик, Иосиф Евсеевич
Ио́сиф Евсе́евич Ста́рик (10 [23] марта 1902, Саратов — 27 марта 1964, Ленинград) — выдающийся советский радиохимик, представитель российской радиохимической школы, ближайший соратник и друг В. Г. Хлопина, впервые начал систематические исследования ионных и коллоидных форм состояния радионуклидов в ультраразбавленных растворах. Член-корреспондент АН СССР (1946), трижды лауреат Сталинской премии (1949, 1951, 1953).

## Биография

Могила Старика на Серафимовском кладбище Санкт-Петербурга.

В 1924 году окончил химическое отделение физико-математического факультета МГУ. Работал в Радиевом институте в Ленинграде, преподавал в ЛГУ. Участник испытания ядерного оружия на Семипалатинском полигоне.
Автор пионерского фундаментального труда «Основы радиохимии» (Fundamentals of Radiochemistry), обобщившего все современные представления о физике, физико-химии сорбционных процессов, методах определения форм состояния радионуклидов в предельно разбавленном состоянии в растворах, газах и твёрдых телах, автор трудов по радиоаналитическим методам определения возраста горных пород, химии ядерных реакторов, химии плутония.
X Менделеевский чтец
Похоронен на Серафимовском кладбище (14 уч.).

## Научные труды
- Старик И. Е. К вопросу о коллоидных свойствах полония// Труды Государственного Радиевого института. Лененград. НХТИ, 1930, т.1, с.29-75; 1933, т.2, с.91-103;
- Старик И. Е. Радиоактивные методы определения геологического времени. Ленинград — Москва. Гл. ред. химич. лит. 1938. 176 с.
- Старик И. Е. Основы радиохимии. Москва — Ленинград. АН СССР.1959. 460 с.; 2-е изд. Москва — Ленинград. Наука. 1969. 647 с.; переводы на англ., немец. и япон. языки, издана в США под неточным названием: Starik I.E. Principles of readiochemistry. LLNL.1985. Monthly Catalog of United States Government Publications, entry No.8050).
- Старик И. Е. Ядерная геохронология. Москва — Ленинград, АН СССР, 1961. 630с.

## Награды и премии
- 3 ордена Ленина (29.10.1949; 1951; 1953);
- 2 ордена Трудового Красного Знамени (10.06.1945; 21.03.1947);
- орден «Знак Почёта» (1962);
- медали;
- Сталинская премия (1949, второй степени — за руководство разработкой технологического процесса химического выделения плутония на комбинате № 817; 1951, 1953);
- Премия имени В. Г. Хлопина, за монографию «Основы радиохимии», 1959 г.